# Courtefontaine (Doubs)
Courtefontaine település Franciaországban, Doubs megyében. Lakosainak száma 247 fő (2022. január 1.). Courtefontaine Indevillers, Montjoie-le-Château, Les Plains-et-Grands-Essarts, Soulce-Cernay és Vaufrey községekkel határos.

## Népesség
A település népességének változása:
| Lakosok száma | 196  | 240  | 230  | 230  | 244  | 249  | 246  | 244  | 243  | 247  |
|               | 1968 | 1982 | 1990 | 2006 | 2013 | 2015 | 2017 | 2019 | 2020 | 2022 |